# Y (lettre)
Pour les articles homonymes, voir Y.
Cette page contient des caractères spéciaux ou non latins. S’ils s’affichent mal (▯, ?, etc.), consultez la page d’aide Unicode.
Y (la lettre se nomme « i grec » et se prononce isolée /i/) est la 25e lettre de l'alphabet latin moderne.
Le graphème majuscule est le même que celui de l'upsilon de l'alphabet grec.

## Histoire

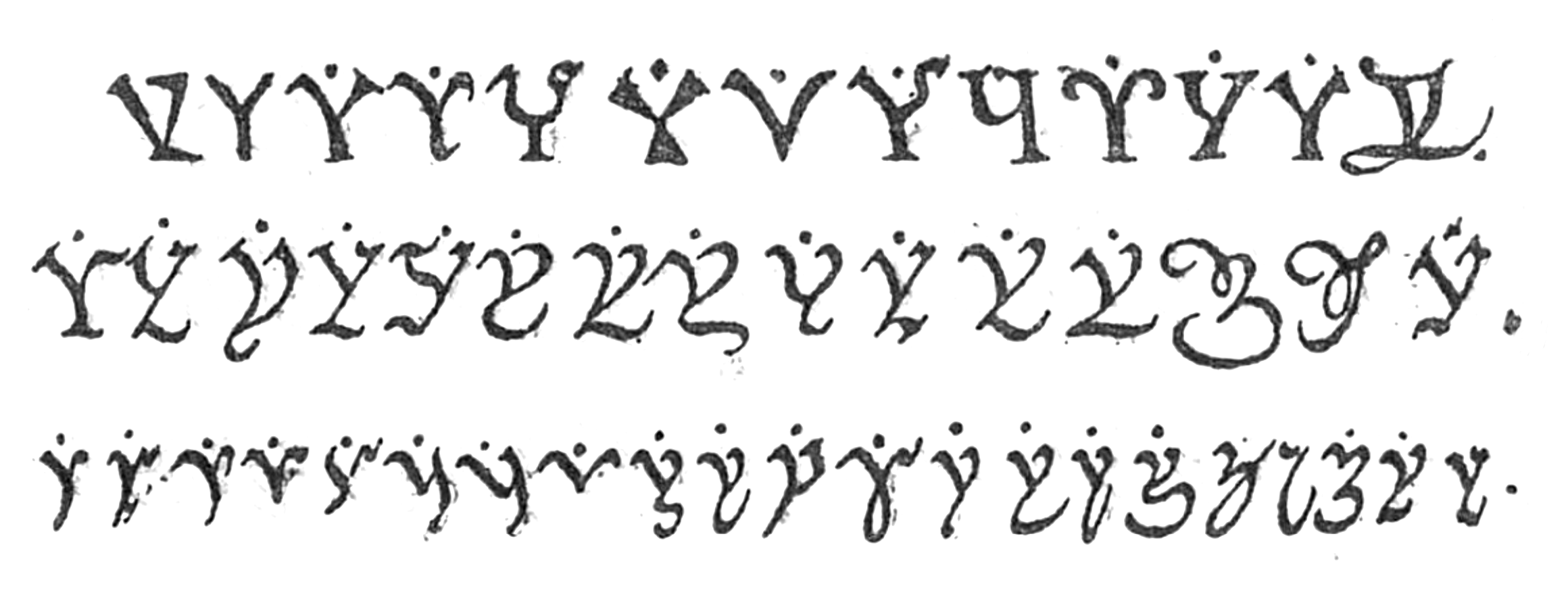
Formes majuscules et minuscules manuscrites de la lettre Y dans le Dictionnaire des abréviations latines et française d’Alphonse Chassant.

## Linguistique

### Languefrançaise

#### Phonétique
C'est à la fois une voyelle (/i/, comme dans cycle) et une semi-voyelle (/j/, comme dans « yeux ») ; la prononciation est :
 (3 juin 2024).
- Si vous ne connaissez pas le sujet, laissez ce bandeau (vous pouvez alors contacter les auteurs).
- Si vous supprimez le contenu mis en cause (vous pouvez préalablement contacter les auteurs),

argumentez précisément cette suppression dans la page de discussion
(un manque de référence n'est pas un argument ; une recherche réelle de référence doit avoir été effectuée, être formellement documentée).
- s'il n'y a pas de voyelles après, on le prononce comme si c'était écrit avec un i ;
- sinon, s'il n'y a aucune lettre avant, on le prononce /j/ (yod) ;
- sinon, on le prononce comme si c'était écrit avec un i et ensuite on prononce /j/ (yod).

Par exemple, il peut avoir dans certains mots l'équivalent de deux i  lorsqu'il est encadré par deux voyelles, comme dans appuyer (/a.pɥi.je/). Dans des mots où le ‹ y › est précédé d'un ‹ a › ou d'un ‹ o ›, on a d'abord l'équivalent d'un digramme ‹ ai › /e/ comme dans abbaye (/a.be.i/) ou ‹ oi › /wa/ comme dans aboyer (/a.bwa.je/). Enfin, dans une suite consonne + y + voyelle (CyV), il peut aussi avoir une valeur de /i.j/, comme dans embryon (/ɑ̃.bʁi.jɔ̃/) ou dans la prononciation locale de Lyon (/li.jɔ̃/).

#### phonologie
- Le y est la seule voyelle de l'alphabet français à ne supporter aucun des trois accents (grave, aigu, circonflexe) ; il n'est cependant pas exempt de tout diacritique puisqu'il peut être coiffé d'un tréma dans certains noms propres (comme dans Aÿ, chef-lieu de canton de la Marne ; Haÿ-les-Roses, la sous-préfecture du Val-de-Marne ; ou l’écrivain Pierre Louÿs).
- Dans les anciens manuscrits, deux i consécutifs étaient, pour des raisons d’esthétique et de lisibilité, écrits ij. Le i ne nécessitant pas à l’époque de point suscrit, la ligature y pour ĳ s’imposa plus tard en typographie.

#### Adverbe et pronom
Y a pour signification : « en ce », « dans ce » comme adverbe et « à ce » comme pronom, par exemple : 
- Dans cet endroit : « J'y suis, j'y reste » (je suis ici, je reste ici) ou encore « Vas-y » (va là-bas).
- Dans cet endroit (figuré, en termes de disponibilité) : « Je n'y suis pour personne. » (je ne suis disponible ici pour personne)
- Dans cette affaire :  « Je n'y suis pour rien. » (je ne suis pour rien dans cette affaire)
- Dans cette hypothèse : « N'y comptez pas. » (ne comptez pas que cela se fasse)
- Dans cela : « y compris » (en ce compris)
- À cette tâche : « On y travaille actuellement. » (on travaille à cela)
- À cette mission : « Bien s'y prendre. » (se prendre habilement à ce travail)

Dans certaines régions, comme en Bourgogne-Franche-Comté, Auvergne-Rhône-Alpes ou en Suisse francophone, la forme « y » est utilisée à la place du pronom « le » quand il réfère à un objet :
- « Attention à ne pas y perdre » au lieu de « Attention à ne pas le perdre ».
- « Fais-y ! » au lieu de « Fais-le ! ».
- « J'y sais bien ! » pour « Je le sais bien ! ».

Pour retranscrire la prononciation informelle des pronoms « il » et « ils », c'est-à-dire /i/ sans la consonne finale, on utilise parfois « y » :
- « Y va bien. » au lieu de « Il va bien. »
- « Y vont bien. » au lieu de « Ils vont bien. »

## Nom
En latin, Y est appelé I graeca, « I grec », et prononcé I graeca, « I grec », puisque le son du grec classique /y/, semblable au ü de l'allemand moderne ou au u français, n'était pas un son natif pour les locuteurs latins, la lettre ayant été initialement utilisée pour épeler des mots étrangers. Dans les langues romanes, cette histoire a conduit à la norme moderne du nom de la lettre : en espagnol, Y est appelé i griega, en galicien i Grego, en catalan i grega, en français et en roumain igrec, en polonais igrek - tous signifient « i grec » (sauf pour le polonais, où c'est tout simplement une transcription phonétique du nom français) ; en néerlandais, on utilise à la fois i-grec  ou ypsilon ou encore ij lorsqu’elle se confond avec le digramme ij. Le nom original grec upsilon a également été adapté dans plusieurs langues modernes : en allemand, par exemple, il est appelé Ypsilon, et en italien le nom est ípsilon ou ípsilo. En portugais, les deux noms sont utilisés, soient ípsilon et i grego. Dans les langues slaves, elle est transcrite par J en serbe, croate, macédonien, slovène et slovaque et par Й en russe, biélorusse, ukrainien et bulgare.
Le vieil anglais a emprunté le Y latin pour écrire le son natif de cette langue /y/, écrit précédemment avec la rune Ūruz ᚣ. Le nom de la lettre peut être liée à ui (ou vi) dans différentes langues médiévales ; en moyen anglais, il était wi /wiː/, qui, via le grand changement vocalique est devenu le wy /waɪ/ de l'anglais moderne.

## Codage

### Informatique
| Lettre                   | Y                        | Y                        | y                         | y                         |
| ------------------------ | ------------------------ | ------------------------ | ------------------------- | ------------------------- |
| Nom Unicode              | Lettre capitale latine Y | Lettre capitale latine Y | Lettre minuscule latine Y | Lettre minuscule latine Y |
| Encodage                 | décimal                  | hexadécimal              | décimal                   | hexadécimal               |
| ASCII, ISO 8859, Unicode | 89                       | 59                       | 121                       | 79                        |
| EBCDIC                   | 232                      | E8                       | 168                       | A8                        |

### Radio
- Épellation alphabet radio
  - international : Yankee
  - allemand : Ypsilon
- En alphabet morse, la lettre Y vaut « -·-- »

### Autres
| Signalisation | Signalisation | Langue des signes | Langue des signes | Écriture Braille |
| Pavillon      | Sémaphore     | française         | québécoise        | Écriture Braille |
| ------------- | ------------- | ----------------- | ----------------- | ---------------- |
|               |               |                   |                   |                  |